# Yelicones vulgaris
Yelicones vulgaris är en stekelart som beskrevs av Quicke, Austin och Chishti 1998. Yelicones vulgaris ingår i släktet Yelicones och familjen bracksteklar. Inga underarter finns listade i Catalogue of Life.